# Дозморов, Александр Юрьевич
Александр Юрьевич Дозморов (род. 3 марта 1962, Москва) — советский и российский футболист, полузащитник. Мастер спорта СССР. Наиболее известен по выступлениям за «Торпедо» Москва.

## Карьера игрока

### «Торпедо» Москва
Дозморов начал заниматься футболом в ФШМ. Он пришёл туда, увидев по телевизору объявление о наборе в школу, его первым тренером стал Олег Лапшин. В 1978 году он играл в дубле «Торпедо», потом год выступал за ФШМ во втором дивизионе, и снова вернулся в «Торпедо», уже в первую команду. Когда Дозморов выступал в юношеской команде «Торпедо», к нему проявляли интерес все московские клубы, за исключением «Спартака», однако игрок остался в «Торпедо». В 1982 году Дозморов дебютировал в первой команде «Торпедо», 29 сентября того же года он провёл свой первый матч в еврокубках. В рамках Кубка обладателей кубков УЕФА «Торпедо» встречался с «Баварией», матч завершился безголевой ничьей, а немецкая команда прошла дальше только благодаря правилу гола на выезде. Своими лучшими сезонами в «Торпедо» Дозморов считает чемпионаты 1983 и 1985 годов, он был одним из ключевых игроков команды и провёл 28 и 31 матч в высшей лиге соответственно.

### «Динамо» Минск
В 1986 году Дозморов покинул «Торпедо». Для прохождения армейской службы его приглашали и в ЦСКА, и в московское «Динамо», но первыми за футболистом приехали представители «Динамо» Минск. За год в клубе сменился тренер. Из-за этого Дозморову не удалось отслужить в армии, и через год он вернулся в Москву. Сыграл один матч в Кубке УЕФА — 17 сентября 1986 года его команда проиграла венгерскому «Дьёру» 2:4 (в ответной игре на поле не выходил).

### «Локомотив», «Гурия» и возвращение в «Торпедо»
В 1987 году по приглашению Юрия Сёмина Дозморов перешёл в «Локомотив». В том же сезоне клуб поднялся в высшую лигу.
После сезона в «Гурии» Дозморов по приглашению Валентина Иванова вернулся в «Торпедо». 13 апреля 1990 года вышел в стартовом составе на матч против «Памира». В одном из моментов после розыгрыша углового он принял мяч, обработал правой ногой и левой пробил в дальний угол. Этот гол стал 2000-м мячом «Торпедо» в чемпионатах СССР, он стал победным. Сразу после финального свистка Дозморову вручили хрустальный кубок.

### Выступления за границей и возвращение в Россию
После распада СССР Дозморов в поисках заработка отправился за границу. Провёл два сезона в венгерском «Вашаше» и полгода в клубе «III Керюлет ТВЭ», один сезон в молдавском «Буджаке» Комрат и ещё год в бангладешском «Абахани» Дакка.
В 1993 году вернулся в Россию. Его друг Алексей Усков, бронзовый призёр чемпионата мира по мини-футболу 1996, пригласил Дозморова поиграть за мини-футбольный клуб «Минкас». Он согласился, но ему игра не понравилась, поэтому в 1994 году Дозморов снова по приглашению Иванова перешёл в московский «Асмарал». Однако клуб испытывал финансовые трудности, игроки по несколько месяцев не получали зарплату, а в 1995 году ситуация настолько ухудшилась, что даже не было денег на новую форму. Затем Дозморов играл за «Шинник» и «Рубин», а в 1997 году завершил карьеру. В том сезоне он играл в «Торпедо-ЗИЛ» и «Торпедо» Волжский, где выступал с товарищем по московскому «Торпедо», Владимиром Гречнёвым.

## Карьера тренера
Когда Дозморов вернулся в Москву, Николай Кузьмин пригласил его в школу «Торпедо». Позже тренировал дубль «Москвы». В первом круге помогал Николаю Васильеву, во втором — Леониду Слуцкому. В том сезоне клуб стал чемпионом, а Дозморов снова вернулся в школу. В 2006 году Владимир Кобзев позвал Дозморова в «Торпедо-ЗИЛ», после отставки Кобзева он некоторое время был главным тренером. Занимал эту должность и после увольнения Игоря Симутенкова. В общей сложности отработал в клубе два года.